# Malkolm Nilsson Säfqvist
Malkolm Johan Henrik Nilsson Säfqvist, född den 3 augusti 1993, är en svensk fotbollsmålvakt som spelar för Djurgårdens IF.

## Klubbkarriär
Nilsson Säfqvists moderklubb är IS Örnia. Han spelade som junior även för BK Astrio, innan han 2010 tog steget över till Halmstads BK. Nilsson Säfqvist debuterade den 10 mars 2013 i en 2–1-förlust mot Syrianska FC i Svenska cupen, där han blev inbytt i den 61:a minuten mot Stojan Lukic.
I augusti 2013 lånades Nilsson Säfqvist ut till Lunds BK. Under 2015 inledde HBK ett samarbetsavtal med Östers IF och Nilsson Säfqvist lånades ut till klubben.
I den sista omgången av Allsvenskan 2015 fick Nilsson Säfqvist göra allsvensk debut i en match mot Hammarby IF. I mars 2016 skrev Nilsson Säfqvist på ett nytt låneavtal med Östers IF över säsongen 2016, dock blev inte utlåningen av på grund av pappersstrul. I juli 2016 när transferfönstret åter öppnade kunde Nilsson Säfqvist slutligen gå till Östers IF.
I oktober 2017 förlängde Nilsson Säfqvist sitt kontrakt i Halmstads BK fram över säsongen 2020. Den 15 september 2020 förlängde han sitt kontrakt i klubben över ytterligare två säsonger. Nilsson Säfqvist spelade samtliga 30 ligamatcher under säsongen 2020, då Halmstads BK blev uppflyttade till Allsvenskan. Den 28 maj 2022 gjorde Nilsson Säfqvist ett mål i en 2–2-match mot Västerås SK. I juli 2022 förlängde han sitt kontrakt i Halmstads BK fram över säsongen 2026. Den 8 december 2023 skrev han på för Djurgårdens IF.

## Statistik
| Klubb                              | Säsong             | Liga               | Liga    | Liga | Liga   | Nationell cup | Nationell cup | Nationell cup | Internationell cup | Internationell cup | Internationell cup | Övrigt  | Övrigt | Övrigt | Totalt  | Totalt | Totalt |
| Klubb                              | Säsong             | Division           | Matcher | Mål  | Assist | Matcher       | Mål           | Assist        | Matcher            | Mål                | Assist             | Matcher | Mål    | Assist | Matcher | Mål    | Assist |
| ---------------------------------- | ------------------ | ------------------ | ------- | ---- | ------ | ------------- | ------------- | ------------- | ------------------ | ------------------ | ------------------ | ------- | ------ | ------ | ------- | ------ | ------ |
| Halmstads BK                       | 2013               | Allsvenskan        | 0       | 0    | 0      | 1             | 0             | 0             | —                  | —                  | —                  | —       | —      | —      | 1       | 0      | 0      |
| Halmstads BK                       | 2014               | Allsvenskan        | 0       | 0    | 0      | 1             | 0             | 0             | —                  | —                  | —                  | —       | —      | —      | 1       | 0      | 0      |
| Halmstads BK                       | 2015               | Allsvenskan        | 1       | 0    | 0      | 2             | 0             | 0             | —                  | —                  | —                  | —       | —      | —      | 3       | 0      | 0      |
| Halmstads BK                       | 2016               | Superettan         | 0       | 0    | 0      | 1             | 0             | 0             | —                  | —                  | —                  | —       | —      | —      | 1       | 0      | 0      |
| Halmstads BK                       | 2017               | Allsvenskan        | 4       | 0    | 0      | 3             | 0             | 0             | —                  | —                  | —                  | —       | —      | —      | 7       | 0      | 0      |
| Halmstads BK                       | 2018               | Superettan         | 30      | 0    | 0      | 4             | 0             | 0             | —                  | —                  | —                  | —       | —      | —      | 34      | 0      | 0      |
| Halmstads BK                       | 2019               | Superettan         | 30      | 0    | 0      | 4             | 0             | 0             | —                  | —                  | —                  | —       | —      | —      | 34      | 0      | 0      |
| Halmstads BK                       | 2020               | Superettan         | 30      | 0    | 0      | 4             | 0             | 0             | —                  | —                  | —                  | —       | —      | —      | 34      | 0      | 0      |
| Halmstads BK                       | 2021               | Allsvenskan        | 29      | 0    | 1      | 2             | 0             | 0             | —                  | —                  | —                  | 2       | 0      | 0      | 33      | 0      | 1      |
| Halmstads BK                       | 2022               | Superettan         | 30      | 1    | 1      | 2             | 0             | 0             | —                  | —                  | —                  | —       | —      | —      | 32      | 1      | 1      |
| Halmstads BK                       | 2023               | Allsvenskan        | 16      | 0    | 0      | 2             | 0             | 0             | —                  | —                  | —                  | —       | —      | —      | 18      | 0      | 0      |
| Halmstads BK                       | Totalt             | Totalt             | 170     | 1    | 2      | 26            | 0             | 0             | —                  | —                  | —                  | 2       | 0      | 0      | 198     | 1      | 2      |
| Lunds BK (lån)                     | 2013               | Division 1 Södra   | 10      | 0    | 0      | 0             | 0             | 0             | —                  | —                  | —                  | —       | —      | —      | 10      | 0      | 0      |
| Lunds BK (lån)                     | Totalt             | Totalt             | 10      | 0    | 0      | 0             | 0             | 0             | —                  | —                  | —                  | —       | —      | —      | 10      | 0      | 0      |
| Östers IF (lån)                    | 2015               | Division 1 Södra   | 5       | 0    | 0      | 0             | 0             | 0             | —                  | —                  | —                  | —       | —      | —      | 5       | 0      | 0      |
| Östers IF (lån)                    | 2016               | Division 1 Södra   | 12      | 0    | 0      | 2             | 0             | 0             | —                  | —                  | —                  | —       | —      | —      | 14      | 0      | 0      |
| Östers IF (lån)                    | Totalt             | Totalt             | 17      | 0    | 0      | 2             | 0             | 0             | —                  | —                  | —                  | —       | —      | —      | 19      | 0      | 0      |
| Djurgårdens IF                     | 2024               | Allsvenskan        | 1       | 0    | 0      | 1             | 0             | 0             | 0                  | 0                  | 0                  | —       | —      | —      | 2       | 0      | 0      |
| Djurgårdens IF                     | Totalt             | Totalt             | 1       | 0    | 0      | 1             | 0             | 0             | 0                  | 0                  | 0                  | —       | —      | —      | 2       | 0      | 0      |
| Totalt i karriären                 | Totalt i karriären | Totalt i karriären | 198     | 1    | 2      | 29            | 0             | 0             | 0                  | 0                  | 0                  | 2       | 0      | 0      | 229     | 1      | 2      |
| Senast uppdaterad 24 oktober 2024. |                    |                    |         |      |        |               |               |               |                    |                    |                    |         |        |        |         |        |        |

1. ↑  Nedflyttningskvalmatcher mot Helsingborgs IF.[14][15]